# Scotorythra crocorrhoa
Scotorythra crocorrhoa là một loài bướm đêm trong họ Geometridae.